# Finnvedsvallen

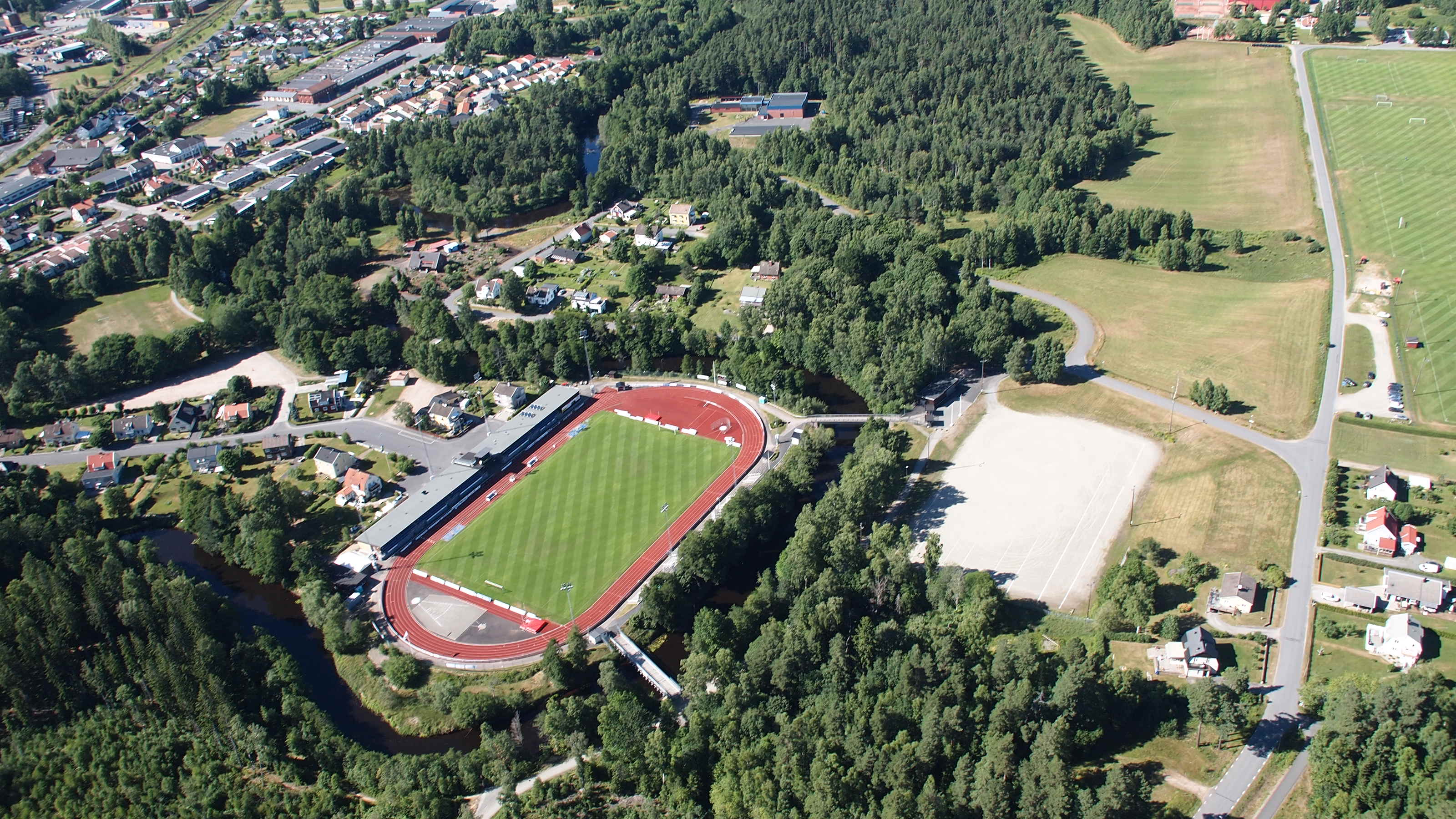
Flygbild över Finnvedsvallen.

Finnvedsvallen är en idrottsplats i Värnamo kommun som invigdes år 1935 och rymmer 5 000 åskådare. Både fotboll och friidrott kan utövas och fotbollslaget IFK Värnamo spelar sina hemmamatcher där. 
Publikrekordet för en fotbollsmatch innehas av IFK Värnamo som den 24 juli 2022 tog emot AIK (2–3) i Allsvenskan inför 5 070 åskådare.

## Framtiden
Vid det allsvenska avancemanget hösten 2021 meddelade Värnamo kommun avsikterna på att bygga en ny arena i staden för cirka 100-200 miljoner kronor. Anledningen är att Finnvedsvallen inte håller måttet för en allsvensk arena. IFK Värnamo behöver söka dispens för att få spela sina matcher i allsvenskan 2022 på Finnvedsvallen.